# Ronnie Tutt
Ronald Ellis „Ronnie“ Tutt (* 12. März 1938 in Dallas, Texas; † 16. Oktober 2021 in Franklin, Tennessee) war ein US-amerikanischer Schlagzeuger, der von 1969 bis 1977 zum festen Bestandteil der TCB Band gehörte und nach dem Tod von Elvis Presley von 1977 bis 2018 zum festen Ensemble von Neil Diamond gehörte. Tutt spielte auch für zahlreiche andere Künstler.

## Leben
Ronald „Ronnie“ Ellis Tutt zeigte von klein auf ein großes musikalisches Interesse. Bereits mit drei Jahren begann er mit dem Stepptanz, den er acht Jahre lang ausübte. Er spielte auch mehrere Instrumente und gewann im Alter von zehn Jahren einen Ukulele-Wettbewerb in seiner Heimatstadt Dallas. Gleichzeitig spielte er im Schulorchester Violine. Bei seinen ersten professionellen Auftritten für die Rusty Brown’s Cell Block 7 Dixieland Jazz Band, die in Dallas und Umgebung auftrat, spielte er Banjo. Am Ende seiner Zeit auf der High School wurde seine Faszination für das Schlagzeug immer dominierender und schließlich konzentrierte er sich ausschließlich auf dieses Instrument.
Ab 1955 spielte Ronnie Tutt ausschließlich das Schlagzeug und er wurde im Laufe der Jahre ein dermaßen hochgeschätzter Musiker, dass die Wahl von Elvis Presley bei Zusammenstellung seiner TCB Band auf ihn als Drummer fiel. „Man, I´ve got to have him behind me“ (dt. „Mann, ich muss ihn hinter mir haben“) betonte Presley mit Nachdruck seine Entscheidung, ihn unbedingt in seiner Band haben zu wollen. Es ist daher mit Wahrscheinlichkeit davon auszugehen, dass Ronnie Tutt – ebenso wie Gitarrist John Wilkinson – bei mehr als 1200 Konzerten von Elvis Presley aktiv mitgewirkt hat.
Nach Presleys Tod im August 1977 (im selben Monat wurde auch Ronnies Sohn Nathan geboren, der am 29. November 2011 im Alter von 34 Jahren an den Folgen einer Darmkrebs-Erkrankung verstarb) wurde Ronnie Tutt von Neil Diamond verpflichtet und zu dessen regelmäßigem Begleiter, sowohl für Studioaufnahmen als auch für Live-Konzerte. Dabei war Tutt bei vielen Konzerten von Neil Diamond nicht nur als Drummer im Einsatz, sondern auch als Background-Sänger zu hören.
Neben seinen dauerhaften Langzeitengagements für Elvis Presley und Neil Diamond spielte Ronnie Tutt bei verschiedenen Gelegenheiten für zahlreiche andere Künstler.
So begann er bereits während seiner gemeinsamen Jahre mit Presleys TCB Band eine weitere Zusammenarbeit mit Jerry Garcia und war Gründungsmitglied von dessen gleichnamiger Band, für die er unter anderem bei den Studioalben Reflections (1976), Cats Under the Stars (1978) und Run For the Roses (1982) mitwirkte.
Bereits 1973 hatte Ronnie Tutt gemeinsam mit den TCB Band-Mitgliedern James Burton und Glen D. Hardin bei der Entstehung des Studioalbums Grievous Angel des noch vor der Veröffentlichung verstorbenen Country-Rock-Sängers Gram Parsons mitgewirkt. 1974 war er unter anderem an der Entstehung von Billy Joels Studioalbums Streetlife Serenade beteiligt und arbeitete später noch einmal mit dem Künstler an dessen 2004 erschienenen Album Piano Man.
Ferner war Ronnie Tutt an dem 1989 veröffentlichten Live-Album A Black and White Night von Roy Orbison beteiligt und er hat an einigen Songs von Elvis Costellos Album King of America (2013) mitgewirkt.
Darüber hinaus arbeitete Tutt mit zahlreichen weiteren Künstlern zusammen. Dazu gehörten die Country-Größen Glen Campbell, Johnny Cash und Kenny Rogers ebenso wie die bekannten Sängerinnen Emmylou Harris, Stevie Nicks, Linda Ronstadt und Barbra Streisand sowie viele andere.